# Ряховский, Олег Анатольевич
Олег Анатольевич Ряховский (19 октября 1933, Ташкент — 16 декабря 2023) — советский легкоатлет, прыгун тройным, серебряный призёр чемпионата Европы 1958 года, чемпион Универсиады 1959 года, серебряный призёр Универсиады 1961 года, двукратный чемпион СССР, экс-рекордсмен мира в тройном прыжке. Мастер спорта СССР (1957).

## Биография
Окончил Среднеазиатский политехнический институт в 1957 году.
Спортом стал заниматься с 18 лет. Первый тренер — Виктор Илларионович Барышев. Начинал с современного пятиборья, но вскоре стал заниматься тройным прыжком.
28 июля 1958 года, в Москве на первом легкоатлетическом матче СССР—США Олег Ряховский устанавливает новый мировой рекорд в тройном прыжке (16,59 м), что на три сантиметра превышает предыдущий рекорд бразильца Адемара Ферейры да Силва.
В том же году участвовал в чемпионате Европы в Стокгольме и с результатом 16,02 м занял второе место после польского спортсмена Юзефа Шмидта (16,43 м).
В 1959 году Ряховский поступил в аспирантуру МВТУ.
В 1960 году получил серьёзную травму ноги, которая поставила под вопрос занятия спортом вообще. В том же году занял третье место на чемпионате СССР.
Олег Ряховский отличался своеобразной техникой прыжка. При невысоком росте он обладал высокими для прыгуна тройным скоростными данными (его личный рекорд в беге на 100 м составлял 10,6 с) и прыгал по пологой траектории.
К 1988 году был доктором технических наук, профессором на кафедре «Детали машин» Московского государственного технического университета имени Н. Э. Баумана, член президиума Федерации легкой атлетики СССР, председатель Всесоюзной коллегии судей.

## Результаты
Лучшие результаты по годам
| Год                    | 1955  | 1956  | 1957  | 1958  | 1959  | 1960  | 1961  |
| ---------------------- | ----- | ----- | ----- | ----- | ----- | ----- | ----- |
| Тройной прыжок (м)     | 15,40 | 15,93 | 16,29 | 16,59 | 16,38 | 16,14 | 16,33 |
| Место в мировом списке | 18    | 7     | 1     | 1     | 5     | 12    | 5     |

Международные соревнования
| Год  | Соревнования     | Стадион   | Место | Результат |
| ---- | ---------------- | --------- | ----- | --------- |
| 1958 | Чемпионат Европы | Стокгольм | 2     | 16,02     |
| 1959 | Универсиада      | Турин     | 1     | 15,74     |
| 1961 | Универсиада      | София     | 2     | 15,85     |

## Награды
- Медаль «За трудовое отличие» (27.04.1957) — «за успехи, достигнутые в деле развития массового физкультурного движения в стране, повышения мастерства советских спортсменов, и успешное выступление на международных соревнованиях»